# Pia Ranslet
Pia Ranslet (født 3. juli 1956, Allinge, Bornholm) er en dansk maler og billedhugger.
Hun blev født og voksede op på Bornholm som den ældste datter af Tulla Blomberg Ranslet og Arne Ranslet. Hendes bror er billedhugger Paul Ranslet. Efter at være blevet færdig i gymnasiet blev hun indskrevet på Københavns Universitet, hvor hun studerede kunsthistorie. I 1976 begyndte hun på Danmarks Designskole, og efter at have modtaget sit diplom fortsatte hun på Konstfack professionshøjskole i Stockholm, mens hun underviste kunststuderende. Fra 1980 til 1986 studerede hun kunst på Kungliga Akademien för de fria konsterna i Stockholm, hvor hun fik flere legater, hvilket gjorde det muligt for hende at studere i Indien, New York City og Egypten. Hun fortsatte med at undervise i kunst på Bornholms Højskole og Thorstedlund Kunsthøjskolen i Frederikssund.
Ranslet er gift og har tre sønner.

## Galleri
- "Anders Westenholz", olie på kanvas
- "Bornholm landscape", olie på kanvas
- "Brothers", olie på kanvas
- "Chinese Emperor Costume", vandfarve
- Elisabeth Westenholz.